# Neumanneum

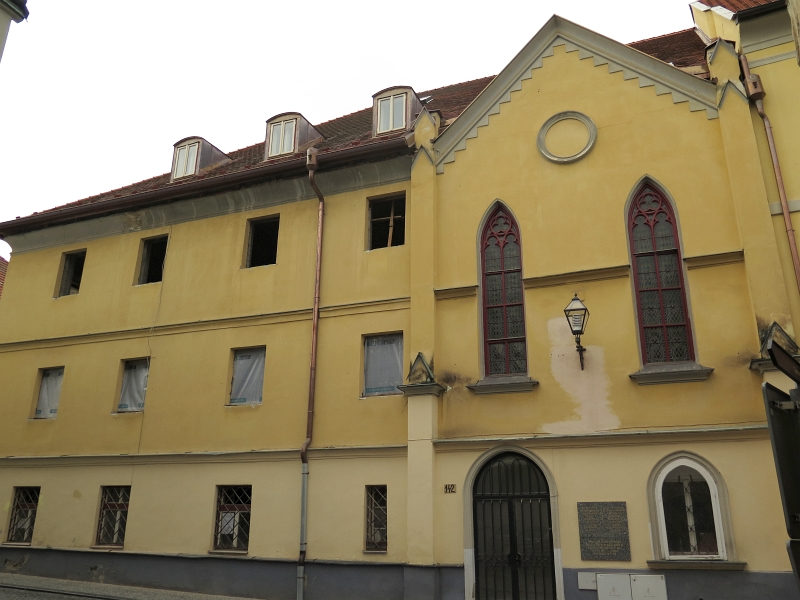
Neumanneum in Prachatice

Das Neumanneum ist ein zur Renaissance-Zeit entstandenes, ab 1861 als Frauenkloster genutztes Bürgerhaus in der Altstadt von Prachatice (deutsch Prachatitz), einer Stadt in der Region Jihočeský kraj (Südböhmen) in Tschechien. Das Gebäude ist seit 3. Mai 1958 ein geschütztes Kulturdenkmal.

## Geschichte
Zur Zeit der Renaissance handelte es sich wohl um zwei selbständige, an der mittelalterlichen Stadtmauer angebaute Häuser, die später verbunden wurden.
Im Jahr 1811 wurde Johann Nepomuk Neumann, der 1977 heiliggesprochene Bischof von Philadelphia, in diesem Haus geboren. Nach Neumanns Tod im Jahr 1860 schenkte dessen Vater Filip Neumann das Haus dem Orden der Barmherzigen Schwestern vom hl. Karl Borromäus, in welchen Neumanns Schwester Johanna (1813–1887) im Jahre 1838 mit dem Ordensnamen Karolina eingetreten war. Für die Errichtung des Frauenklosters und gemeinnütziger Einrichtungen wie Mädchenschule, Kindergarten und Pflegeheim nahm man größere Umbauten am Gebäude vor.
Im Jahr 1945 wurden die deutschsprachigen Einwohner vor ihrer Vertreibung hier konzentriert. Die Barmherzigen Schwestern besaßen das Gebäude bis 1975, bis sie es auf Druck des kommunistischen Regimes verlassen mussten. Zu jener Zeit diente das Haus als Altersheim, das sich von der Neumannova Nr. 142 bis zur Nr. 145 erstreckte.
Im Jahr 1990 wurde eine Gedenktafel an Neumanns Geburtshaus enthüllt. Im Jahr 1992 kehrten die Borromäerinnen zurück, um ihre soziale Tätigkeiten in Prachatice wieder aufzunehmen. Am 25. Juli 1992 wurde die heutige Kapelle feierlich neu eingeweiht.

## Beschreibung
Das dreigeschossige Gebäude zeigt links eine einfache glatte Fassade, von der sich die rechts gelegene Kapellenfassade mit dem Giebel und den beiden hohen, neugotischen Fenstern abhebt.

## Nutzung
Im ersten Stockwerk befindet sich die Kapelle und ein Präsentationsraum (galerie) zum Leben des heiligen Johann Nepomuk Neumann, im zweiten Stockwerk die  Klausur der Barmherzigen Schwestern.
Im Erdgeschoss des Hauses befinden sich zwei weitere Präsentationsräume: die Galerie matky Vojtěchy berichtet vom Leben der Äbtissin Marie Vojtěcha Hasmandová (1914–1988), die am 19. September 1953 vom Kreisgericht Budweis wegen Spionage und Hochverrat verurteilt wurde und deshalb acht Jahre in kommunistischen Gefängnissen zubringen musste. Die Galerie smíření a hledání nových cest (deutsch Raum der Versöhnung und Suche nach neuen Wegen) beschäftigt sich mit der grenzüberschreitenden Versöhnung anhand der Ereignisse während des Zweiten Weltkrieges und der Vertreibung der Deutschen aus der Tschechoslowakei danach.
Hinter dem Neumanneum befindet sich das von den Borromäerinnen betriebene Altershospiz und der an der Stadtmauer gelegene, ehemalige Klostergarten, der 2007 zum öffentlichen Park sv. Jana N. Neumanna umgestaltet wurde.